# Parkverbotszone

Zeichen 290.1 der StVO: Beginn eines eingeschränkten Haltverbotes für eine Zone

Eine Parkverbotszone ist in Deutschland ein Bereich, der durch das Verkehrszeichen 290.1 (eingeschränktes Haltverbot für eine Zone, quadratisches Schild mit Symbol für eingeschränktes Haltverbot, unter dem das Wort Zone steht) gekennzeichnet ist. Im Unterschied zum eingeschränkten Haltverbot (früher: Parkverbot) gilt dort dieses Schild bis zum entsprechenden Auflösungszeichen und nicht bis zur nächsten Einmündung oder Kreuzung. Häufig ist das Verkehrszeichen 290.1, welches zu Beginn der 1990er Jahre in Deutschland eingeführt wurde, mit dem Zusatzschild „Parken auf gekennzeichneten Flächen frei“ versehen. Auch Bewohnerparken wird oft derart geregelt.
Siehe auch, inhaltlich teils vertiefend,  Haltverbot für eine Zone